# Melocosa fumosa
Melocosa fumosa är en spindelart som först beskrevs av James Henry Emerton 1894.  Melocosa fumosa ingår i släktet Melocosa och familjen vargspindlar. Inga underarter finns listade i Catalogue of Life.